# Rory Kiely
Rory Kiely (* 1. Mai 1934 in Feenagh, Kilmallock, County Limerick; † 13. Juni 2018 in Limerick) war ein irischer Politiker der Fianna Fáil.

## Biografie
Nach dem Besuch der Christian Brothers School in Charleville studierte er Sozial- und Agrarwissenschaft am University College Cork und schloss dieses mit einem Diplom ab.
Kiely, der danach Landwirt war, wurde 1977 als Kandidat der Fianna Fáil erstmals zum Mitglied des Senats (Seanad Éireann) gewählt und vertrat dort dreißig Jahre lang mit Ausnahme einer kurzen Zeit zwischen 1982 und 1983 bis 2007 die Gruppe für Landwirtschaft, Viehzucht und Fischerei, den sogenannten Agricultural Panel. Zuvor hatte er 1969 erfolglos für einen Sitz im Senat kandidiert. Zwischen Januar 1998 und September 2002 war er zugleich stellvertretendes Mitglied der Parlamentarischen Versammlung des Europarates.
Zuletzt war Kiely vom 12. September 2002 bis zum 13. September 2007 Cathaoirleach und damit Präsident des Senats. Er war außerdem nicht nur Treuhänder der Gaelic Athletic Association (GAA), sondern seit 1982 auch Mitglied des Vorstands der GAA für die Provinz Munster.
Kiely starb im Juni 2018 im Alter von 84 Jahren im Universitätskrankenhaus von Limerick.